# Sylwia Kusiak
Sylwia Kusiak (ur. 14 września 1990 w Koszalinie) – polska pięściarka, od 2008 roku reprezentantka Polski w boksie kobiet, wielokrotna mistrzyni Polski i Europy, mistrzyni Unii Europejskiej 2009 (w wadze +81 kg). Jedna z najbardziej utytułowanych, polskich pięściarek w historii.
Mistrzyni Polski w boksie kobiet seniorek w roku: 2009 (-81 kg), 2012 (+81 kg), 2013 (+81 kg), 2014 (+81 kg), 2016 (-81 kg), 2017 (-81 kg), 2020 (-81 kg).
Wicemistrzyni Europy w boksie kobiet seniorek w roku: 2011 (-81 kg), 2016 (+81 kg).
Mistrzyni Europy juniorek w roku: 2008 (-86g).
Reprezentowała kluby: Fight Club Koszalin, BKS Skorpion Szczecin, WDA Świecie, Czarni Słupsk, Victoria Sianów.
Ukończyła studia magisterskie na kierunku Dziennikarstwo i Zarządzanie Mediami oraz Menadżer na Uniwersytecie Szczecińskim.
Od stycznia 2020 roku asystentka posła Jarosława Rzepy (PSL).